# Интернет-брендинг
Интернет-брендинг (от англ. internet branding или e-branding) — это относительно новый для стран СНГ маркетинговый термин, который охватывает весь комплекс мероприятий связанных с созданием и продвижением нового или уже существующего бренда в интернет-сети. Работа по созданию интернет-бренда может включать в себя разработку: наименования бренда, торгового знака, информационной основы, модели позиционирования и стратегии продвижения будущего бренда и т. д. Важным аспектом в комплексе интернет-брендинга является юридическая регистрация торгового знака и коммерческих наименований (продуктов или услуг), что в будущем позволяет избежать различных проявлений плагиата. Активное продвижение в интернет-сети, является завершающей фазой всех подготовительных работ, и включает в себя разработку и реализацию комплексной индивидуальной программы маркетинговых коммуникаций с использованием современных Интернет-технологий. Маркетинговые коммуникации начинаются с создания и информационного наполнения веб-сайта, который затем оптимизируется для поискового продвижения. Кроме мероприятий по созданию веб-сайта, баннеров и т. п., программа маркетинговой активности включает в себя: поисковое продвижение (SEO, контекстная реклама); пиар-мероприятия; публикацию информации в интернет-каталогах, досках объявлений, информационных порталах, блогах, социальных сетях; написание и публикацию аналитических или обзорных статей; баннерную, видео-, аудио- рекламу; проведение веб-конференций и семинаров (вебинаров); участие в виртуальных выставках; создание и реализацию программ лояльности; e-mail маркетинг и т. д. В процессе  реализации программы продвижения интернет-бренда ведется мониторинг маркетинговой активности, с целью оперативной коррекции стратегии и тактики. По окончании маркетинговых мероприятий проводится аудит с ориентиром на первоначально заданные цели и задачи.
К особенностям интернет-брендинга можно отнести:
- возможность охвата более широкой аудитории, по сравнению с традиционными коммуникативными каналами;
- сравнительно низкую стоимость маркетинговых мероприятий в Интернет-сети;
- высокую скорость распространения информации;
- возможность оперативного управления всеми процессами;
- возможность получения обратной связи и построения диалога с представителями целевой аудитории.

Результатом интернет-брендинга является появление как самостоятельных интернет-брендов, вся маркетинговая активность которых, осуществляется только в сети Интернет, так и интегрированных в Интернет «электронных версий» уже существующих брендов.